# Lycée finnois mixte d'Oulu
Le lycée finnois mixte d'Oulu (finnois : Oulun Suomalaisen Yhteiskoulun Lukio, sigle OSYK) est un lycée situé dans le quartier de Vanhatulli à Oulu en Finlande,,.

## Présentation
Le lycée a une quarantaine d'enseignants et environ 620 étudiants. 
L'école est orientée vers les arts et la culture et fait partie du réseau d'écoles associées de l'UNESCO.

## Recteurs

### Lycée finnois mixte d'Oulu
- Mauno Rosendal (1902–1917)
- Heikki Karjalainen (1917–1920)

### Lycée mixte d'Oulu
- Heikki Karjalainen (1920–1931)
- Kaarlo Metsävainio (1931–1958)
- Pauli Hänninen (1958–1965)
- Annikki Hulkko (1965–1978)

### Lycée de Kuusiluoto
- Anja Varjoranta (1978–1979)
- Mauri Kirstinä (1979–1993)
- Tuomo Vilppola (1993–1994)
- Sakari Lauriala (1994–1995)
- Jorma Kreivi (1995–1998)
- Juha Oikarainen (1998–1999)
- Juha Valtakorpi (2000–2012)
- Timo Soini (2012–2013)
- Juha Valtakorpi (2013–2014)
- Riitta-Mari Punkki-Heikkinen (2014–)

## Galerie

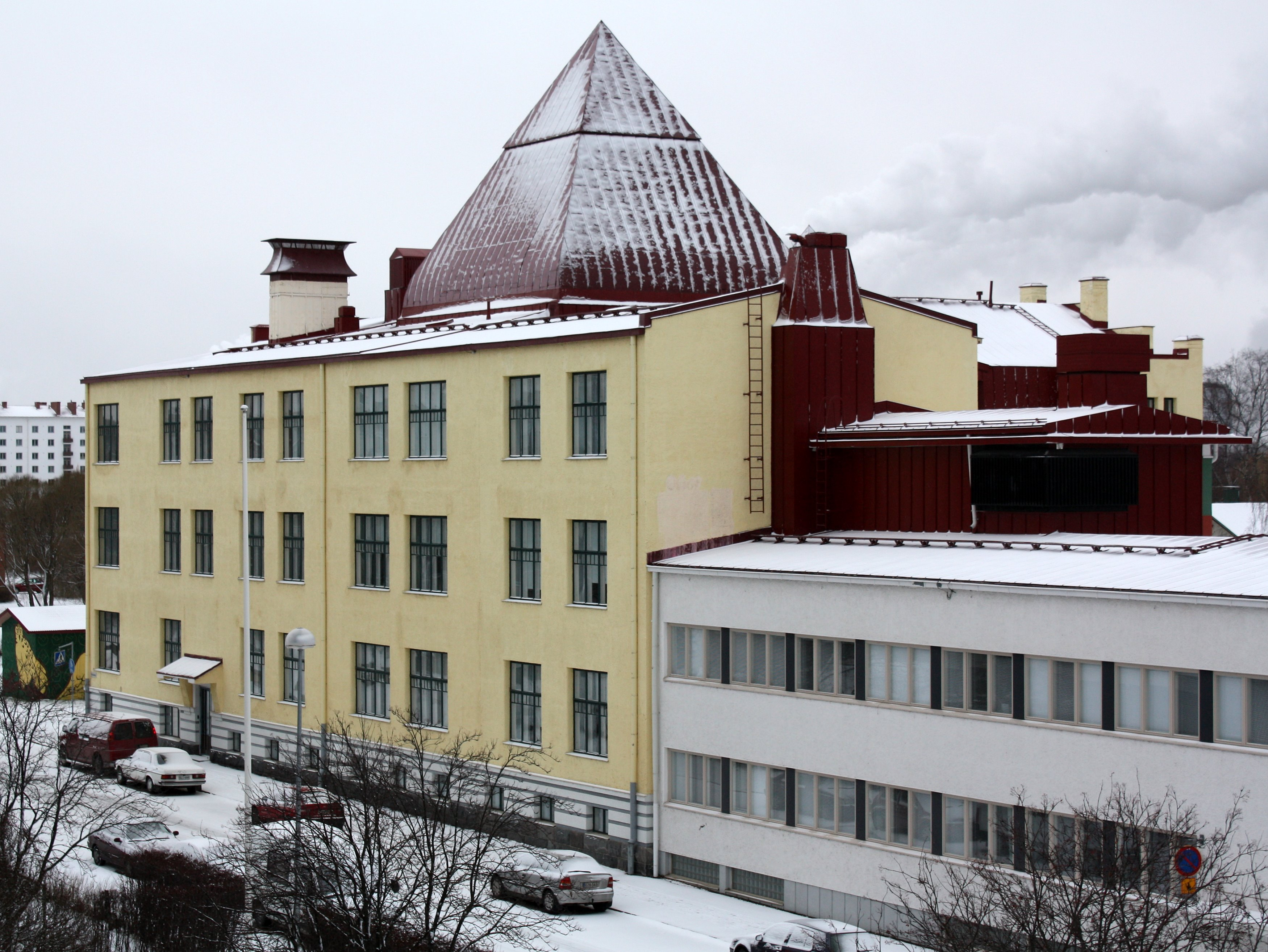
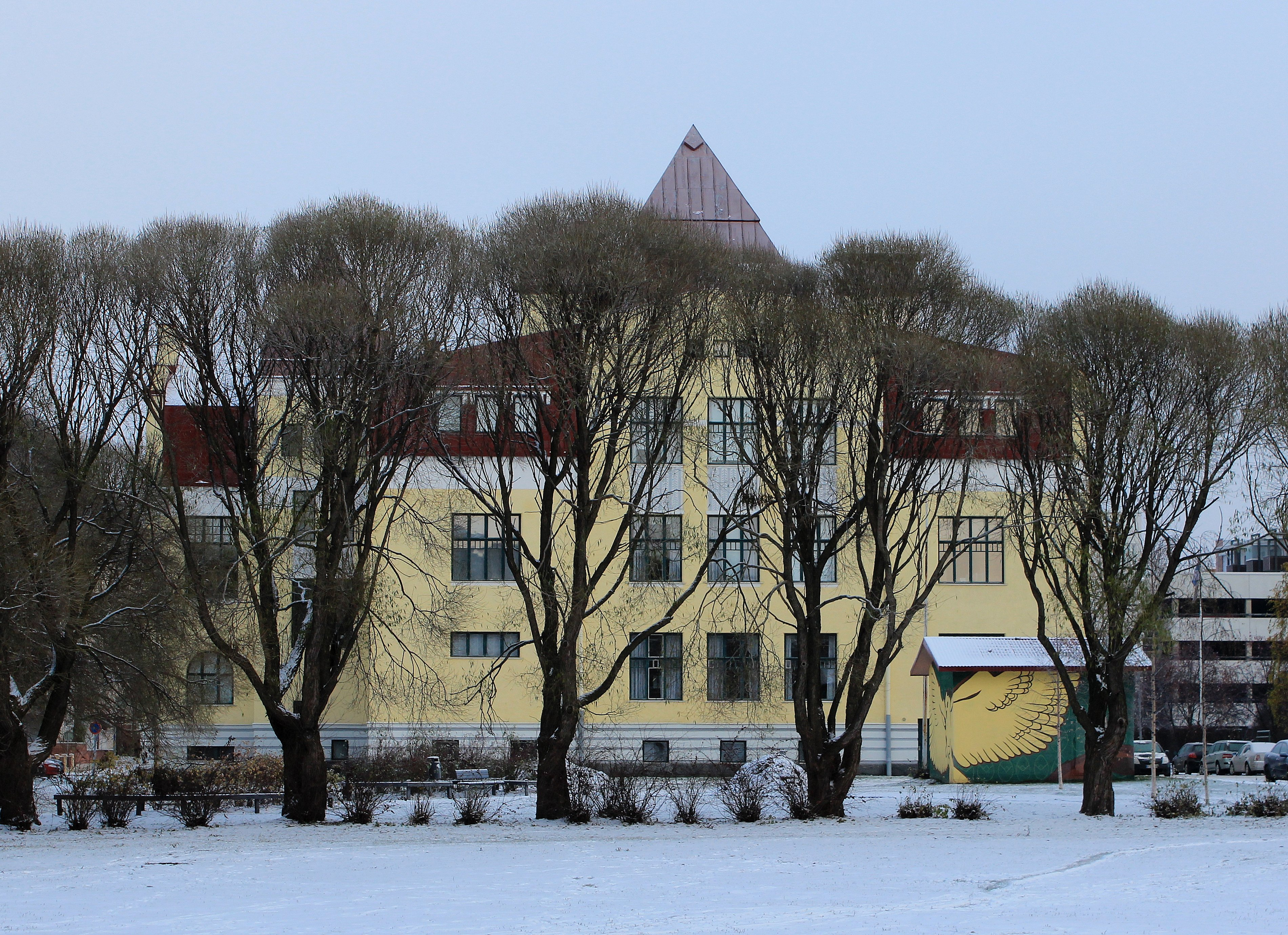
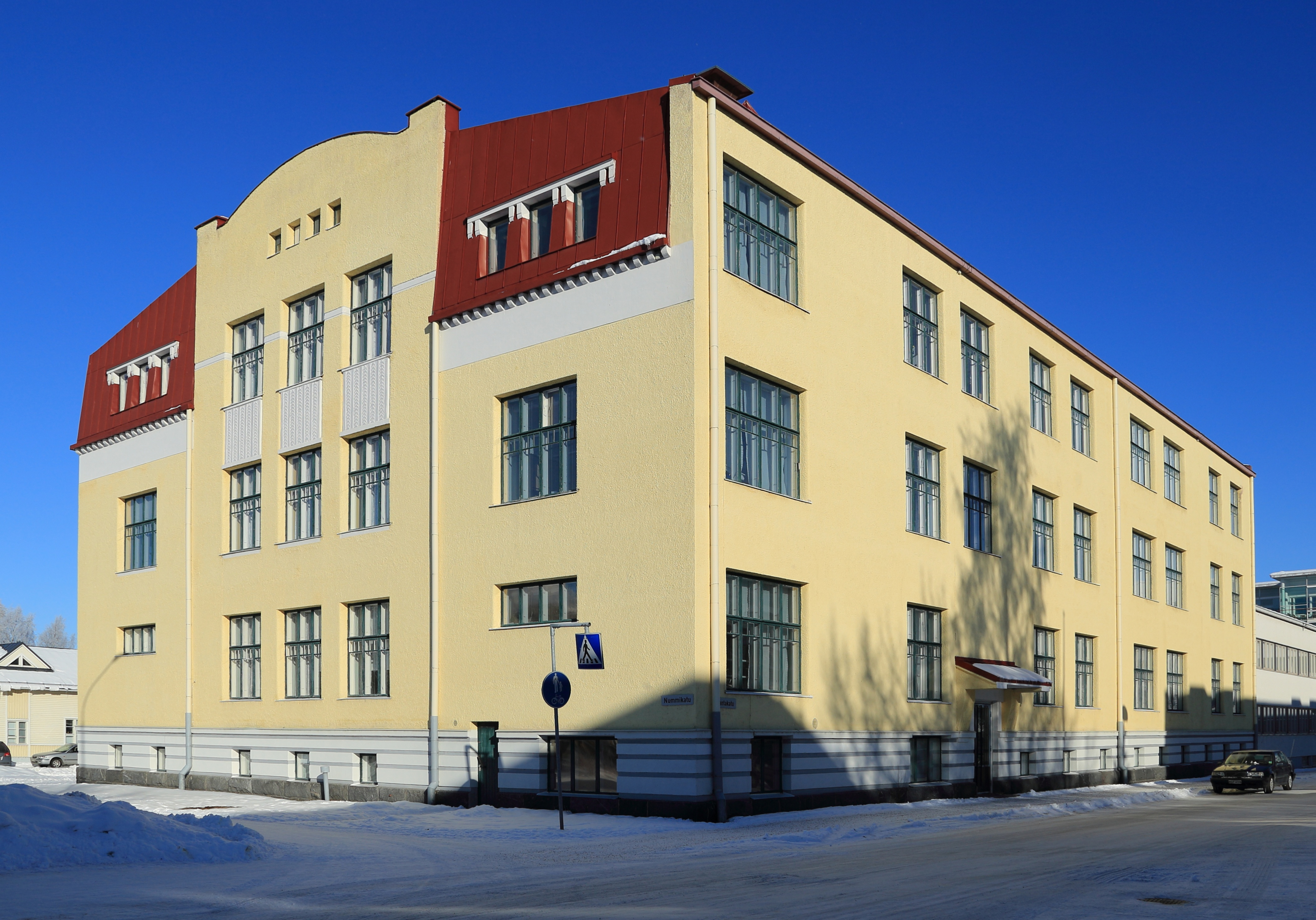
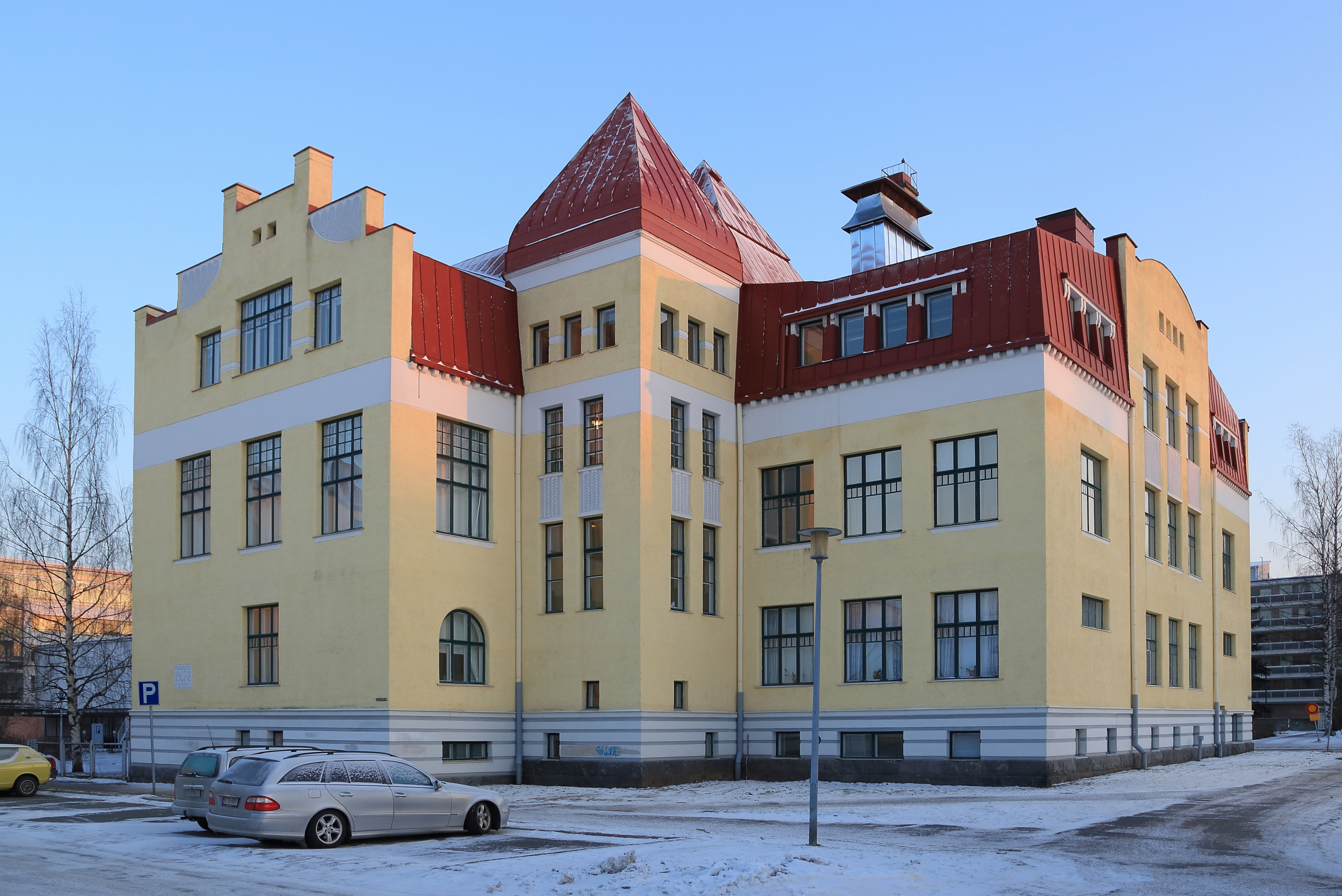

## Anciens élèves
- Matti Hautamäki,
- Kaarlo Hillilä,
- Martti Jaatinen,
- Kari Jalonen,
- Pekka Jauho,
- Valter Juva,
- Eila Kostamo,
- Antti Launonen,
- Ari Paulow,
- Jukka Pekkarinen,
- Leena Peltonen-Palotie,
- Joonas Piippola,
- Sulho Ranta,
- Reijo Rinnekangas,
- Jaana Ronkainen,
- Juha Ruusuvuori,
- Kerttu Saalasti,
- Pekka Sutela,
- Tatu Vaaskivi,
- Artturi Vuorimaa